# رومن تالان
رومن تالان (اوکراینی: Роман Сергійович Талан؛ زادهٔ ۴ فوریهٔ ۱۹۸۸) اسکیت‌باز نمایشی اهل اوکراین است. وی همچنین از اسکیت‌بازان نمایشی در بازی‌های المپیک زمستانی ۲۰۱۰ بوده است. 